# Пальгуєв Олександр Сергійович
Олекса́ндр Сергі́йович Пальгу́єв (нар. 18 вересня 1992 — пом. 12 серпня 2014) — солдат Збройних сил України, боєць Добровольчого корпусу «Правого Сектору», учасник російсько-української війни.

## Життєпис
Народився 1992 року в селі Дівнинське (Приазовський район, Запорізька область). Був названим сином у родині, виростав з двоюрідними братами і сестрами. Закінчив Дівнинську ЗОШ; працював у місті Мелітополі, захоплювався боротьбою й бодібілдингом. У 2014 році закінчив Мелітопольський державний педагогічний університет імені Богдана Хмельницького (фізичне виховання) і відбув у зону бойових дій добровольцем.
Вдень 12 серпня 2014 року, автобус групи бійців ДУК «Правий сектор» потрапив у засідку на блок-посту поблизу м. Донецька на об'їзній трасі біля залізничної станції Мандрикине. Врятуватися вдалося тільки трьом бійцям, які потрапили в полон. Серед них був командир групи Марлен Місіратов «Татарин» та два брати Мартинових Олег та Андрій. Тоді ж померли Величко Володимир Володимирович, Волощук Михайло Володимирович, Зозуля Анатолій Михайлович, Малолітній Олександр Іванович, Мартинов Олександр Олександрович, Мірошніченко Микола Валентинович, Петрушов Олександр Валентинович, Смолінський Леонід Денисович, Суховий Сергій Іванович.
22 серпня 2014-го його тіло було упізнане. 26 серпня 2014 року похований на кладовищі села Дівнинське.
Лишилися названі батьки; батьки і сестри.

## Нагороди
В 2021 році був нагороджений орденом «За мужність» III ступеня (посмертно).

## Вшанування
- У Мелітопольському педагогічному університеті відкрито пам'ятну дошку випускникові Олександру Пальгуєву.
- Відзнака «Бойовий Хрест Корпусу» (посмертно).
- Його портрет розміщений на меморіалі «Стіна пам'яті полеглих за Україну» у Києві: секція 2, ряд 4, місце 35.
- вшановується 12 серпня на ранковому церемоніалі загиблих українських героїв, які загинули в різні роки внаслідок російської агресії.[3]
- орден «За заслуги перед Запорізьким краєм» 3-го ступеня (посмертно)
- 20 лютого 2015 року у Дівнинській ЗОШ відкрито куточок пам'яті Олександру Пальгуєву.